# Cryptocercus kyebangensis
Cryptocercus kyebangensis är en kackerlacksart som beskrevs av Philippe Grandcolas 200. Cryptocercus kyebangensis ingår i släktet Cryptocercus och familjen Cryptocercidae. Inga underarter finns listade i Catalogue of Life.